# William Smith (hockey sur glace)
Pour les articles homonymes, voir Smith et William Smith.
Temple de la renommée : 1993
William John Smith surnommé Billy Smith (né le 12 décembre 1950 à Perth en Ontario) est un gardien de but professionnel de hockey sur glace. Il remporte quatre Coupes Stanley avec les Islanders de New York au début des années 1980 et également célèbre en tant que premier gardien de l'histoire à être crédité d'un but dans un match officiel de la Ligue nationale de hockey. 

## Biographie
Smith commence sa carrière dans le hockey sur glace junior avec les Royals de Cornwall de la Ligue de hockey junior majeur du Québec en 1969-1970 ; à la fin de la saison, il est désigné membre de la deuxième équipe d'étoiles de la LHJMQ. Il participe au cours de l'été au repêchage amateur dans la Ligue nationale de hockey de 1970 ; il est alors le troisième joueur sélectionné par les Kings de Los Angeles, le 59e au total.
Il rejoint les rangs des Kings de Springfield, l'équipe affiliée à celle de Los Angeles mais évoluant dans la Ligue américaine de hockey. Malgré la troisième place de la division à la fin de la saison, les Kings jouent les séries éliminatoires de la Coupe Calder et Smith les aide à remporter la finale quatre matchs à zéro contre les Reds de Providence. Il passe la saison suivante dans la LAH mais participe également à cinq rencontres dans la LNH avec Los Angeles. En 1972, deux nouvelles franchises rejoignent la LNH, les Islanders de New York et les Flames de Calgary ; un repêchage d'expansion a donc lieu et Smith se voit réclamé par les Islanders.
Il devient rapidement le gardien numéro un de la franchise des Islanders et est sélectionné pour jouer le 31e Match des étoiles de la LNH ; il est élu meilleur joueur de la rencontre. Le 28 novembre 1979, au cours d'une rencontre contre les Rockies du Colorado, il est le dernier joueur de son équipe à toucher le palet avant que Rob Ramage n'inscrive un but dans son propre camp en manquant une passe ; Smith devient alors le premier gardien de l'histoire de la LNH à inscrire un but. Cette même année, il aide son équipe à remporter une première Coupe Stanley en battant les Flyers de Philadelphie en finale. Les Islanders remportent les trois prochaines éditions de la Coupe alors que Smithe reçoit lors des deux dernières conquêtes plusieurs trophées : lors de la saison 1981-1982, il remporte le trophée Vézina du meilleur gardien de but et est également sélectionné dans la première équipe d'étoiles de la LNH. Lors de la saison suivante, avec Roland Melanson, il reçoit le trophée William-M.-Jennings en tant que gardiens ayant concédé le moins de buts et également le trophée Conn-Smythe du meilleur joueur des séries, tous postes confondus.
Il met fin à sa carrière à la fin de la saison 1988-1989 et son numéro, le 31, est « retiré » par les Islanders. En 1993, il est admis au Temple de la renommée pour l'ensemble de sa carrière. En 2017, il est nommé parmi les 100 plus grands joueurs de la LNH à l'occasion du centenaire de la ligue.

## Statistiques
| Saison    | Équipe                | Ligue          |    | Saison régulière | Saison régulière | Saison régulière | Saison régulière | Saison régulière | Saison régulière | Saison régulière | Saison régulière | Saison régulière | Saison régulière |    | Séries éliminatoires | Séries éliminatoires | Séries éliminatoires | Séries éliminatoires | Séries éliminatoires | Séries éliminatoires | Séries éliminatoires | Séries éliminatoires | Séries éliminatoires |
| Saison    | Équipe                | Ligue          | PJ | V                | D                | Pr/N             | Min              | BC               | Moy              | % Arr            | Bl               | Pun              | PJ               | V  | D                    | Min                  | BC                   | Moy                  | % Arr                | Bl                   | Pun                  |                      |                      |
| 1969      | Castors de Hull       | Coupe Memorial | 3  |                  |                  |                  | 130              | 16               | 7,38             |                  | 0                |                  | -                | -  | -                    | -                    | -                    | -                    |                      | -                    |                      |                      |                      |
| 1969-1970 | Royals de Cornwall    | LHJMQ          | 56 | 24               | 31               | 1                | 3 344            | 249              | 4,47             |                  | 1                |                  | 6                | 2  | 4                    | 360                  | 14                   | 2,33                 |                      | 1                    |                      |                      |                      |
| 1970-1971 | Kings de Springfield  | LAH            | 49 | 19               | 20               | 6                | 2 728            | 160              | 3,52             |                  | 2                |                  | 11               | 9  | 1                    | 682                  | 29                   | 2,55                 |                      | 1                    |                      |                      |                      |
| 1971-1972 | Kings de Springfield  | LAH            | 28 | 13               | 10               | 5                | 1 649            | 77               | 2,8              |                  | 4                |                  | 4                | 1  | 2                    | 192                  | 13                   | 4,06                 |                      | 0                    |                      |                      |                      |
| 1971-1972 | Kings de Los Angeles  | LNH            | 5  | 1                | 3                | 1                | 300              | 23               | 4,6              |                  | 0                |                  | -                | -  | -                    | -                    | -                    | -                    |                      | -                    |                      |                      |                      |
| 1972-1973 | Islanders de New York | LNH            | 37 | 7                | 24               | 3                | 2 122            | 147              | 4,16             |                  | 0                |                  | -                | -  | -                    | -                    | -                    | -                    |                      | -                    |                      |                      |                      |
| 1973-1974 | Islanders de New York | LNH            | 46 | 9                | 23               | 12               | 2 615            | 134              | 3,07             |                  | 0                |                  | -                | -  | -                    | -                    | -                    | -                    |                      | -                    |                      |                      |                      |
| 1974-1975 | Islanders de New York | LNH            | 58 | 21               | 18               | 17               | 3 368            | 156              | 2,78             |                  | 3                |                  | 6                | 1  | 4                    | 333                  | 23                   | 4,14                 |                      | 0                    |                      |                      |                      |
| 1975-1976 | Islanders de New York | LNH            | 39 | 19               | 10               | 9                | 2 254            | 98               | 2,61             |                  | 3                |                  | 8                | 4  | 3                    | 437                  | 21                   | 2,88                 |                      | 0                    |                      |                      |                      |
| 1976-1977 | Islanders de New York | LNH            | 36 | 21               | 8                | 6                | 2 089            | 87               | 2,5              |                  | 2                |                  | 10               | 7  | 3                    | 580                  | 27                   | 2,79                 |                      | 0                    |                      |                      |                      |
| 1977-1978 | Islanders de New York | LNH            | 38 | 20               | 8                | 8                | 2 154            | 95               | 2,65             |                  | 2                |                  | 1                | 0  | 0                    | 47                   | 1                    | 1,28                 |                      | 0                    |                      |                      |                      |
| 1978-1979 | Islanders de New York | LNH            | 40 | 25               | 8                | 4                | 2 261            | 108              | 2,87             |                  | 1                |                  | 5                | 4  | 1                    | 315                  | 10                   | 1,9                  |                      | 1                    |                      |                      |                      |
| 1979-1980 | Islanders de New York | LNH            | 38 | 15               | 14               | 7                | 2 114            | 104              | 2,95             |                  | 2                |                  | 20               | 15 | 4                    | 1 198                | 56                   | 2,8                  |                      | 1                    |                      |                      |                      |
| 1980-1981 | Islanders de New York | LNH            | 41 | 22               | 10               | 8                | 2 363            | 129              | 3,28             |                  | 2                |                  | 17               | 14 | 3                    | 994                  | 42                   | 2,54                 |                      | 0                    |                      |                      |                      |
| 1981-1982 | Islanders de New York | LNH            | 46 | 32               | 9                | 4                | 2 685            | 133              | 2,97             |                  | 0                |                  | 18               | 15 | 3                    | 1 120                | 47                   | 2,52                 |                      | 1                    |                      |                      |                      |
| 1982-1983 | Islanders de New York | LNH            | 41 | 18               | 14               | 7                | 2 340            | 112              | 2,87             |                  | 1                |                  | 17               | 13 | 3                    | 962                  | 43                   | 2,68                 |                      | 2                    |                      |                      |                      |
| 1983-1984 | Islanders de New York | LNH            | 42 | 23               | 13               | 2                | 2 279            | 130              | 3,42             | 89,6             | 2                |                  | 21               | 12 | 8                    | 1 190                | 54                   | 2,72                 | 90,5                 | 0                    |                      |                      |                      |
| 1984-1985 | Islanders de New York | LNH            | 37 | 18               | 14               | 3                | 2 090            | 133              | 3,82             | 87,9             | 0                |                  | 6                | 3  | 3                    | 342                  | 19                   | 3,33                 | 89,6                 | 0                    |                      |                      |                      |
| 1985-1986 | Islanders de New York | LNH            | 41 | 20               | 14               | 4                | 2 308            | 143              | 3,72             | 88,1             | 1                |                  | 1                | 0  | 1                    | 60                   | 4                    | 4                    | 88,2                 | 0                    |                      |                      |                      |
| 1986-1987 | Islanders de New York | LNH            | 40 | 14               | 18               | 5                | 2 252            | 132              | 3,52             | 86,9             | 1                |                  | 2                | 0  | 0                    | 67                   | 1                    | 0,9                  | 95,5                 | 0                    |                      |                      |                      |
| 1987-1988 | Islanders de New York | LNH            | 38 | 17               | 14               | 5                | 2 107            | 113              | 3,22             | 89,4             | 2                |                  | -                | -  | -                    | -                    | -                    | -                    |                      | -                    |                      |                      |                      |
| 1988-1989 | Islanders de New York | LNH            | 17 | 3                | 11               | 0                | 730              | 54               | 4,44             | 85,2             | 0                |                  | -                | -  | -                    | -                    | -                    | -                    |                      | -                    |                      |                      |                      |

## Trophées et honneurs personnels
- 1969-1970 : deuxième équipe d'étoiles de la LHJMQ
- 1970-1971 : remporte la coupe Calder
- 1977-1978 : joue le match des étoiles de la LNH dont il est élu meilleur joueur
- 1979-1980 : remporte la coupe Stanley avec les Islanders de New York
- 1980-1981 : remporte la coupe Stanley avec les Islanders de New York
- 1981-1982 :
  - Trophée Vézina du meilleur gardien de but
  - sélectionné dans la première équipe d'étoiles de la LNH
  - remporte la coupe Stanley avec les Islanders de New York
- 1982-1983 :
  - Trophée William-M.-Jennings avec Roland Melanson en tant que gardiens ayant concédé le moins de buts
  - Trophée Conn-Smythe du meilleur joueur des séries
  - remporte la coupe Stanley avec les Islanders de New York
- 1993 : admis au Temple de la renommée du hockey